# Trattato di Safar
Il Trattato di Safar fu firmato nel dicembre 969 o nel gennaio 970 tra lo stratopedarches bizantino Pietro e l'ex ministro degli Hamdanidi e ribelle, Qarquya. In seguito alla morte dell'emiro hamdanide Sayf al-Dawla nel 967, l'emirato di Aleppo cadde nell'anarchia con numerose rivolte interne che indebolirono il potere della dinastia hamdanide. I Bizantini decisero di approfittarne per prendere finalmente possesso di Aleppo. Pietro marciò su Aleppo, probabilmente agendo senza ordini espliciti da Costantinopoli, e prese la città nel gennaio 970.

## Condizioni
Il trattato fu firmato nel mese di Safar del 359 AH secondo il calendario islamico (corrispondente al periodo tra il 14 dicembre 969 e l'11 gennaio 970) tra Pietro e Qarquya. Esso stabiliva che da quel momento in poi l'Emirato di Aleppo sarebbe stato uno stato tributario dell'Impero bizantino. In base alle condizioni del trattato, fu stabilita un'alleanza difensiva tra Bisanzio e Aleppo; i convertiti religiosi non avrebbero dovuto subire persecuzioni da nessuna delle parti; alle armate di altri stati musulmani fu vietato di passare per Aleppo; i proventi delle tasse avrebbero dovuto essere spediti a Costantinopoli; e l'imperatore avrebbe avuto il diritto di nominare i futuri emiri. Il trattato rimase valido ed ebbe ripercussioni importanti per un periodo di tempo relativamente lungo.
In base alle condizioni del trattato, la maggior parte della Siria settentrionale passò sotto la dominazione bizantina. Il nuovo confine seguiva una linea che partiva a nord di Tripoli e Arqa (nel Libano odierno), poi procedeva verso est fino al fiume Oronte. Da lì la linea continuava verso nord, non seguendo tuttavia l'effettivo corso dell'Oronte, in quanto città a ovest del fiume come Shayzar e Rafaniya erano apparentemente al di fuori del controllo bizantino. Lungo la frontiera, gli Arabi mantennero il controllo di Hama, Jusiyah, Salamiyya, Afamiya e Kafartab. Il confine proseguiva attraversando gli altopiani ad est del fiume Afrin, lasciando la sua valle fertile ai Bizantini; gli Arabi mantennero il controllo del massiccio di Jabal al-Sumaq con le città di Ma'arrat al-Nu'man e Ma'arrat Misrin, Qinnasrin, la parte orientale di Jabal Halaqa e la maggior parte del Jabal Sim'an con al-Atharib e al-Balat, Arhab, Basufan e Kimar. Il Jabal al-A'la, Jabal Barisha, la parte occidentale del Jabal Halaqa, e la fortezza-monastero di Qal'at Sim'an, si trovavano sul versante bizantino della frontiera. Il confine seguiva poi il margine della pianura, passando a ovest di Jabal Barsaya, Wadi Abi Sulayman, Azaz e Kilis, fino al Passo di Sunyab, individuato da Ernst Honigmann nelle sorgenti del fiume Quwayq. Da lì il confine deviava a est, passando a nord di Nafuda, Awana e Tall Khalid fino al fiume Sajur, che seguiva fino alla sua congiunzione con l'Eufrate.
L'imperatore bizantino riconobbe con tale trattato Qarquya quale legittimo emiro, e il luogotenente Bakjur come erede. Tuttavia l'imperatore avrebbe dovuto scegliere l'emiro e il qadi dagli abitanti della città. In cambio, Aleppo e il suo territorio divennero vassalli di Bisanzio impegnandosi a pagare un tributo annuale di 700 000 dirham di argento, o un testatico di un dinar d'oro (equivalente a 16 dirham). Inoltre, un funzionario imperiale fu insediato nella città per riscuotere una tassa del 10% su tutti i beni importati dal territorio bizantino, e gli emiri di Aleppo furono costretti a offrire assistenza militare agli eserciti bizantini operanti in Siria, a negare il passaggio attraverso il loro territorio agli eserciti di altri stati musulmani, e fu loro proibito di fornire informazioni a qualunque altro esercito nemico di Bisanzio. Fu inoltre garantita la tutela legale dei Cristiani in territorio aleppino, e qualunque schiavo o predone che fosse fuggito dal territorio bizantino avrebbe dovuto essere riconsegnato insieme alle eventuali spie musulmane operanti in territorio bizantino.

## Conseguenze
Una volta assicuratosi il controllo di Aleppo, il commercio bizantino ne risentì positivamente. La difesa di Antiochia fu inoltre notevolmente rafforzata. Il trattato fu rispettato sia dagli Hamdanidi sia ai Bizantini nel successivo cinquantennio, malgrado i tentativi dei Fatimidi di occupare Aleppo.